# 中野正剛
中野正剛（日语：／ Nakano Seigō，1886年2月12日—1943年10月27日）是一名日本記者、政治家，曾經長期擔任東方會總裁、福岡縣眾議員。

## 生平
出生於福岡縣，後來入讀早稻田大學政治經濟學部，畢業後擔任每日新聞和朝日新聞記者，並且藉此進入政壇。在太平洋戰爭中，因為對戰爭持反對意見而遭到特別高等警察逮捕，釋放後自殺身亡，史稱中野正剛事件。